# Bithynia nakeae
Bithynia nakeae es una especie de molusco gasterópodo de la familia Bithyniidae.

## Distribución geográfica
Es endémica del noroeste de Mallorca (España).  